# Correos de Costa Rica
Correos de Costa Rica («Почта Коста-Рики») — национальный почтовый оператор Коста-Рики, ведущий свою историю с 1839 года.

## Описание
Будучи государственной компанией, Correos de Costa Rica S. A. подчиняется Регулирующему органу общественных услуг (Autoridad Reguladora de Servicios Públicos).
По состоянию на 2016 год, в компании работало 1845 человек.

## История
10 декабря 1839 года постановлением правительства были введены первые почтовые правила и учреждена Национальная почтовая служба (исп. Servicio Nacional de Correos), предшественница современной почты Коста-Рики.
Первый выпуск почтовых марок был сделан почтовой администрацией Коста-Рики в 1862 году. В августе 1883 года Коста-Рика присоединилась к Всемирному почтовому союзу. В 1912 году страна вступила в Панамериканский почтовый союз, объединяющий ныне Испанию, Португалию и различные латиноамериканские страны.

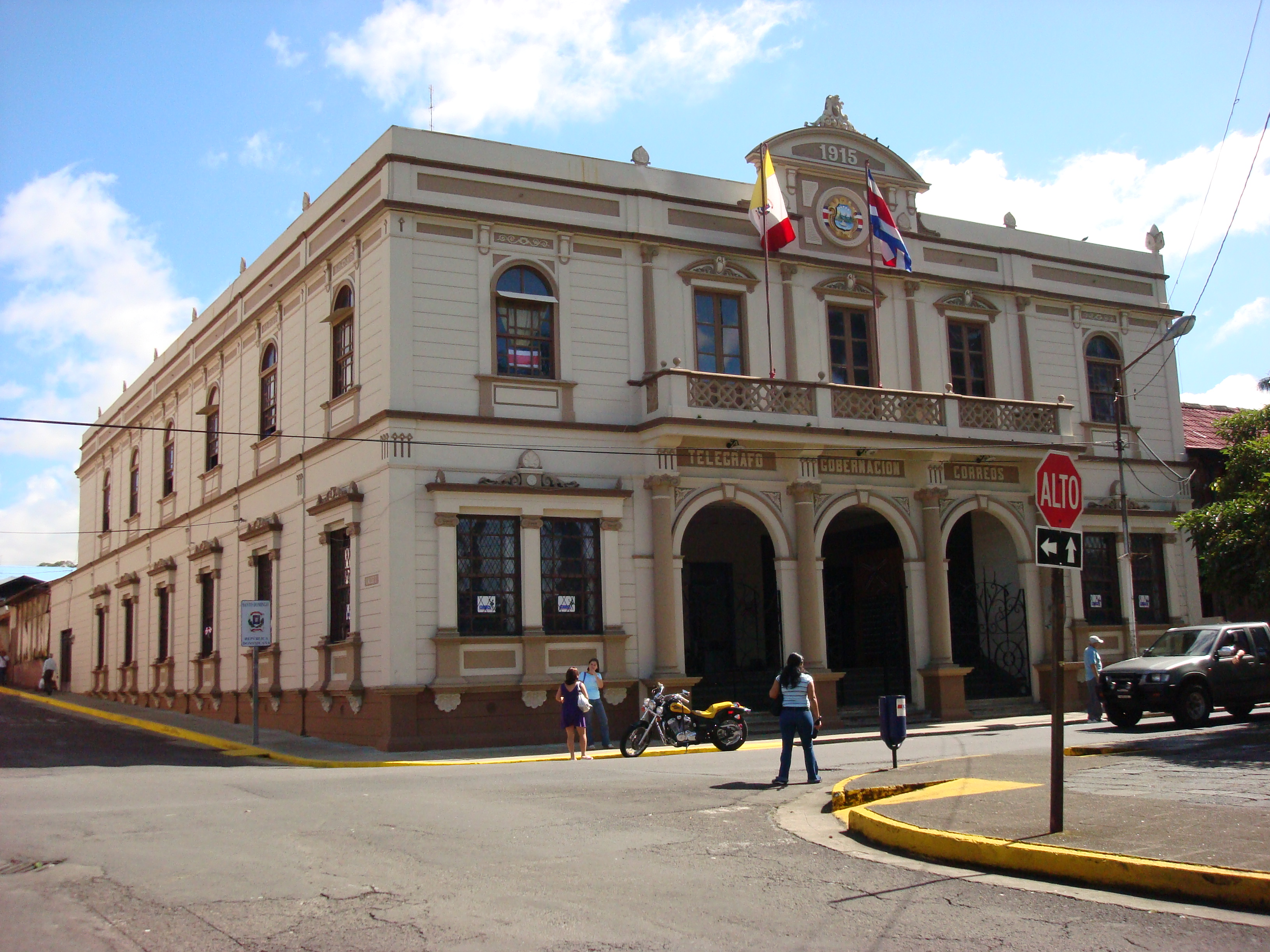
Здание почтамта в Эредии, построенное в 1915 году

Законом № 7768 от 24 апреля 1988 года почтовое ведомство было преобразовано в публичную компанию в форме коммерческого предприятия Correos de Costa Rica S. A., не зависящего от центральной власти.

## Диверсификация
В 2010-х годах компания диверсифицировала предлагаемые ею услуги путём учреждения транспортно-экспедиторской службы «Box-Correos». Она помогает костариканцам, которые хотят совершать покупки в Интернете с виртуального адреса в США, а также облегчает оказание различных государственных услуг, таких как доставка паспортов и свидетельств о праве собственности.